# Victor Brombert
Victor Brombert, né le 11 novembre 1923 à Berlin et mort le 26 novembre 2024, est un professeur chercheur des universités de Yale et Princeton, spécialiste de littérature française.
Il a écrit sur Stendhal, Victor Hugo, Flaubert.
Il publie en 2005 la version française de ses mémoires aux éditions de Fallois après la publication à New York en 2002.

## Biographie
De parents russes ayant fui la révolution en 1917 et réfugiés en Allemagne puis en France en 1933, sa famille se réfugie aux États-Unis en 1940. Il est incorporé dans l'armée en 1943, est instruit au Camp Ritchie. Il fera la campagne de France, en débarquant à Omaha Beach, puis les Ardennes jusqu'à Berlin.
Démobilisé et de retour aux USA il reprendra ses études interrompues depuis Bordeaux en 1939, sera pendant 30 ans professeur à Yale avant de rejoindre Princeton.
Il est fait chevalier de la Légion d'honneur le 6 février 2009.
Dans The intellectual hero. Studies in the French Novel 1880-1955,  The university of Chicago press, il étudie ce thème du « héros intellectuel » chez Jules Vallès, Paul Bourget, Émile Zola, Louis Guilloux (Première partie, From Pathos to Stature), chez André Malraux, Jean-Paul Sartre (Deuxième partie, The tragic Impasse). En appendice du chapitre VI  (Martin du Gard's Jean Barois and the challenge of history), Joseph Malègue The Dialogue with Jean Barois, en appendice du chapitre 8 (1930-1950 : The age of Guilt), Camus Le Renégat or the terror of the absolute et en appendice du chapitre 10 (Sartre and the existential novel: the intellectual as « impossible » hero), Simone de Beauvoir et Le sang des autres.

## Ouvrages
- (en) The intellectual hero. Studies in the French Novel 1880-1955, University of Chicago Press, 1974 (ISBN 0-226-07545-1)
- Stendhal et la vie oblique, PUF, 1954
- Flaubert par lui-même, Seuil, coll. « Écrivains de toujours », 1971
- La prison romantique, José Corti, 1975
- Victor Hugo et le roman visionnaire, PUF, 1985